# Holm Nor
Holm Nor (dansk) eller Holmer Noor (tysk) er et lavvandet nor i byen Slesvig i det nordlige Tyskland, beliggende nordøst for byens fiskerkvarter Holmen og nordvest for Friheden. Op til 1936 var Holm Nor en sidearm (udbugtning) af Slien og adskilte Holm-kvarteret fra resten af byen. Især de nordlige dele af noret er imidlertid tilgroet med tagrør og buske og delvis tørlagt. Noret gennemløbes af Møllebækken (også Bredbæk, på tysk Mühlenbach), der har afløb i Slien. Noret er omgivet af enge, buskværk og mindre træer.
Det cirka 22 hektar store areal omkring Holm Nor er nu fredet og udpeget som Natura 2000-område.

## Eksterne links
- Wikimedia Commons har flere filer relateret til Holm Nor

54°30′48.98″N 9°34′55.72″Ø / 54.5136056°N 9.5821444°Ø